# CEB European Cup Qualifier
Der European Cup Qualifier sind die Vorrundenturniere, aus denen die späteren zwölf Teilnehmerklubs des European Champions Cup im Baseball ermittelt werden. 2009 gab es vier Austragungsorte mit Pools zu je sechs Mannschaften. Die Turniere werden jährlich mit wechselnden Spielstätten von der Confederation of European Baseball veranstaltet.
2010

Austragungsorte und Turnierteilnehmer (14.–19. Juni 2010) (Sieger in Fettschrift) 
| Antwerpen (Pool A) - BK Vojvode - Schwaz Tigers - Nada SSM - Port of Antwerp Greys - Technika Brno - A.S. Spartakos Glyfadas | Brest (Pool B) - TJ STU Angels Trnava - Dinamo Bucharesti - Kntu Elizavetgrad - Kaunas Lituanica - Brest Zubrs - North Stars Moscow | Karlovac (Pool C) - Vienna Wanderers - Buffaloes Blagoevgrad - Espoo Expos - BK Kranjski Lisjaki - Szentendre Sleepwalkers - Olimpija Karlovac | Solingen (Pool D) - Demony Miejska Górka - Académica de Coimbra - Therwil Flyers - Solingen Alligators - MGPU-SYOS 42 - Oslo Pretenders |

Die Turniersieger traten in zwei Play-off-Turnieren gegen die Gruppenletzten des European Cup, Rouen Huskies und Savigny Lions, an. Dort setzten sich Rouen und Moskau durch.
2009

Turniersieger und Austragungsorte
- MGPU-SYOS 42 (RUS), (Ostrava, CZE)
- Kntu-Osvsm (UKR), (Trnava, SVK)
- Bern Cardinals (SUI), (Attnang-Puchheim, AUT)
- Mannheim Tornados (GER), (Antwerpen, BEL)

Playoffs (26./27. September, Paris):

Nachdem einige Turniersieger der Qualifiers absagten, kam es in den Playoffs um die European-Cup-Plätze nur zu einer Best-of-three-Serie zwischen Templiers Senart (FRA) und den Bern Cardinals (SUI), die Templiers 2-0 gewann.